# Міа Лерер
Міа Лерер — американська архітекторка, дизайнерка ландшафту та викладачка архітектури, що народилася в Сальвадорі.

## Кар'єра
У юності Лерер надихали її батьки та робота, яку вони виконували у своїй громаді. Це викликало її інтерес до зовнішнього середовища. 
Під час навчання Лерер вивчала роботу архітектора ландшафту Фредеріка Лоу Олмстеда. Вона здобула бакалаврський ступінь Університету Тафтса з екологічного дизайну та магістерський ступінь з ландшафтної архітектури в Гарвардському університеті.  Лерер —одна з перших фахівців, яка об'єднує обидва ступені для розробки стійкого ландшафту.
Засновниця та президентка фірми ландшафтної архітектури Mia Lehrer + Associates в Лос-Анджелесі, штат Каліфорнія. 
Її проривом в громадській роботі стала робота над генеральним планом водосховища Срібне озеро. До відомих проєктів Лерер належать Annenberg Community Beach House, відновлення набережної Сан-Педро, та площею 3,5 акрів відкритого типу садів для природно-історичного музею Лос Анджелеса. Вона спроєктувала парк Віста Гермоса, який став першим новим громадським парком у центрі Лос-Анджелеса за 100 років. Лерер займалася проєктуванням та будівництвом складних великомасштабних інфраструктурних проєктів. Була головною авторкою проєкту «реконструкції річки Лос-Анджелес» у 2007 році та співпрацювала з підрозділом інженерних військ США, Лос-Анджелес. У 2010 році названа членом Американського товариства ландшафтних архітекторів.
25 червня 2014 року призначена президентом Обамою на чотирирічний термін в Комісії образотворчого мистецтв США.
Міа Лерер виграла конкурс на розробку Парку FaB на вулиці First та Broadway в Лос-Анджелесі. Її проєкт був серед чотирьох фіналістів.
У 2015 році Лерер виступила однією з шести обраних членів комітету премії Руді Брунера за розвиток міста.
Лерер є викладачкою у Школі архітектури Університету Південної Каліфорнії.

## Нагороди
- Заслужена премія за інституційний дизайн від Американського товариства ландшафтних архітекторів, Південна Каліфорнія, — за дизайн Північного саду в природно-історичного Музеї.
- Фестиваль дизайну в Лос-Анджелесі «Нагорода ICON в 2015 році».
- ASLA 2009 Professional Awards — Нагорода за почесне звання категорії аналізу та планування категорії — за Лос-Анджелеський генеральний план оживлення річок, Лос-Анджелес, штат Каліфорнія.

## Проєкти
- Ісихара Парк[6] та удосконалення пляжу, Санта-Моніка, CA (2017).
- Los Angeles River Greenway[7] and Bike Path, Los Angeles, CA (у стадії розробки).
- Відновлення річки Лос-Анджелес, Лос-Анджелес, Каліфорнія.
- Water + Life Museum and Campu[8]s, Хемет, штат Каліфорнія.